# Blue Tattoo
Blue Tattoo is het derde album van de Estse meidengroep Vanilla Ninja, en het laatste album uitgebracht door Bros Records. Later in 2005 kwam er een "Limited Edition" uit van het album. Blue Tattoo is tot op heden het succesvolste album van de groep. Op het album staan onder andere de singles "Blue Tattoo", "I Know" en "Cool Vibes". "Cool Vibes" was ook de inzending van Zwitserland voor het Eurovisiesongfestival 2005, waardoor het album populairder werd in Zwitserland.
In Estland kwam het nummer op #1 in de hitlijsten, in Zwitserland en Duitsland op #4 en in Oostenrijk op #7.

## Nummers
- Blue tattoo 4:07
- Cool vibes 3:00
- Never gotta know 3:15
- Just another day to live 4:41
- I don't care at all 3:54
- The coldest night 3:30
- Hellracer 3:34
- I know 3:17
- Corner of my mind 3:37
- Undercover girl 3:02
- My puzzle of dreams 3:22
- Nero 3:34
- Just another day to live (uitgebreide versie) 9:24
- Corner of my mind (uitgebreide versie) 7:24
- Blue tattoo (cd-rom-bonus)
- I know (cd-rom-bonus)

## Nummers uitsluitend op de tweede cd van de Limited Edition
- Just another day to live (klassieke versie) 4:34
- Cool vibes (klassieke versie) 4:04
- My puzzle of dreams (klassieke versie) 3:22
- The coldest night (klassieke versie) 3:32
- Corner of my mind (klassieke versie) 3:22
- Blue tattoo (klassieke versie) 4:08
- Nero (klassieke versie) 3:30
- I don't care at all (akoestische versie) 3:53
- Never gotta know (akoestische versie) 3:16
- Hellracer (akoestische versie) 3:27
- I know (akoestische versie) 3:23
- Undercover girl (akoestische versie) 2:59
- Cool vibes (cd-rom-bonus)
- I know (akoestische cd-rom-bonus)